# تو، من و او
تو، من و او (به انگلیسی: You, Me & Her) یک فیلم عاشقانه کمدی درام محصول سال ۲۰۲۵ به کارگردانی و تهیه‌کنندگی دن لوی داگرمن است. خلاصه داستان فیلم دربارهٔ یک زوج متأهل مزمن با یک نفر سه نفره معاشقه می‌کنند تا خود را دوباره کشف کنند.
این فیلم در ۱۴ فوریه ۲۰۲۵ در ایالات متحده منتشر شد.

## بازخوردها
- در وب‌سایت جمع‌آوری نقد راتن تومیتوز از رای ۱۸ نقد منتقد، با میانگین امتیاز ۵٫۵ از ۱۰ مثبت است.[۳]